# Neapoli (Kreta)
Neapoli (griechisch Νεάπολη „Neustadt“) ist eine Stadt in der Gemeinde Agios Nikolaos in der Region Lasithi in Ostkreta. Die eigentliche Stadt mit 2683 Einwohnern bildet mit einigen Weilern eine Ortschaft im gleichnamigen Gemeindebezirk, der bis 2010 eine eigenständige Gemeinde war.

## Geschichte

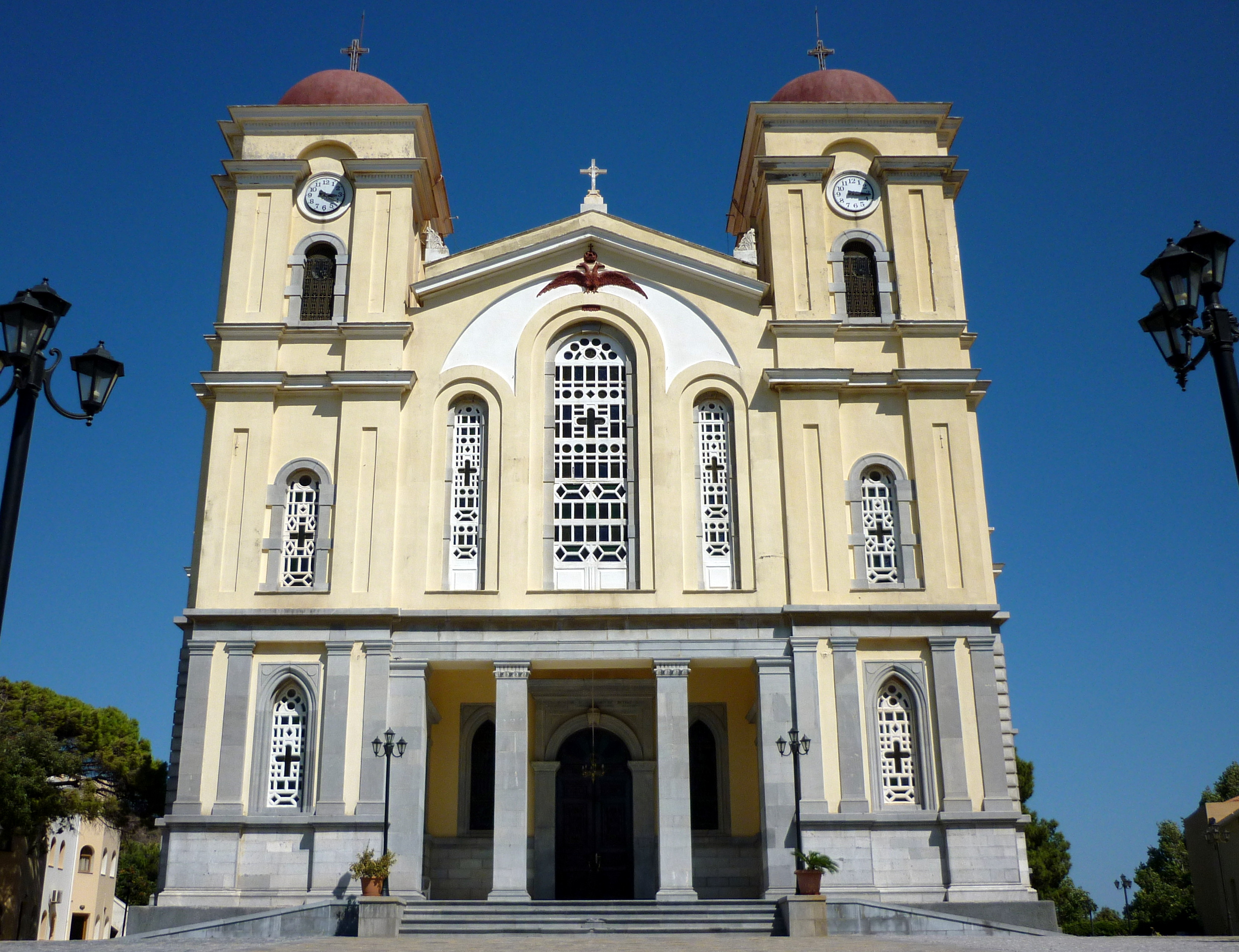
Bischofskirche Megali Panagia in Neapoli

Zur venezianischen Zeit befand sich an der Stelle von Neapoli der Ort Kares. Um 1340 wurde hier Petros Philargis geboren, der spätere Gegenpapst Alexander V. Kurze Zeit später wurde während der Rebellion des Partisanenführers Michael Psaromilingos und seines Bruders Ioannes gegen die venetianische Besatzung der Ort Kares von den Venetianern zerstört. Am gleichen Ort entstanden die Dörfer Neochorio (griechisch Νεοχώρι = junges bzw. neues Dorf) und Kenourgio Chorio (griechisch Καινούργιο Χωριό = neues Dorf). Kenourgio Chorio entwickelte sich zu einem der größten Orte der Region mit überwiegend griechischen Bürgern. Im Januar 1823, während des Griechischen Freiheitskampfs, starb der Partisanenführer Nikolaos Zervos an Lungenentzündung hier und wurde dort begraben. Einige Tage später erschien das ägyptisch-türkische Heer unter der Führung von Hassan Pascha, dem Schwiegersohn von Muhammad Ali Pascha, in der Stadt. Die Einwohner flohen in die Höhle von Milatos, Hassan Pascha ließ die Stadt brandschatzen, den Leichnam von Nikolaos Zervos exhumieren und als Zielscheibe für die Gewehrschützen verwenden. Erst nach drei Tagen durfte der Leichnam wieder begraben werden, das Grab soll sich im Hof der Bischofskirche nordwestlich des Kirchleins Mikri Panagia befinden. 1827 zogen sich türkische Einwohner zum Schutz vor aufständischen Griechen in die Moschee von Kainourio Chorio zurück. Die Verfolger steckten daraufhin das Gotteshaus in Brand.
1868 wurde der Ort sowohl Bischofssitz des Bistums Petras (griechisch Πέτρας) als auch Hauptstadt des Verwaltungsbezirks Lasithi. Aus diesem Grund wurde der Ort in Neapoli umbenannt und Neochorio eingemeindet. 1888 begann man, an dem Ort an dem zuvor die Moschee stand, mit dem Bau der Bischofskirche Megali Panagia (griechisch Μεγάλη Παναγία), die man 1927 schließlich weihte.
1904 wurde Agios Nikolaos Hauptstadt des Verwaltungsbezirks Lasithi und Neapoli Verwaltungssitz der Provinz Mirambelo. Ab 1997 wurde Neapoli Hauptstadt der Gemeinde Mirambelo, die nur noch den Nordwesten von Lasithi umfasste. 2006 zerfiel Mirambelo in die Gemeinden Neapoli und Vrachasi, die 2010 zu Gemeindebezirken herabgestuft wurden.

## Sehenswertes
- Volkskundemuseum im ersten Stock eines Bauhaus-Gebäudes. In dem Haus befand sich früher ein Waisenhaus.[7]
- Archäologische Sammlung (zurzeit geschlossen) mit über 1000 Exponaten aus der Region[8]
- Östlich von Neapoli auf dem Berg Agios Antonios befindet sich das Ausgrabungsgelände des antiken Dreros
- Westlich etwa ein Kilometer vom Stadtzentrum entfernt befinden sich die Ruinen des Franziskanerklosters Agios Antonios. Hier lebte einst Petros Philargis.[9][10]

## Söhne der Stadt
- Petros Philargis (1340–1410), Gegenpapst Alexander V.
- Emmanouil Kokkinis, Partisanenführer
- Michalis Diallinas (1853–1927), volkstümlicher Dichter
- Constantin E. Orfanos (* 28. Juni 1936 in Neapolis, Kreta) ist ein deutscher Dermatologe griechischer Abstammung.